# Bielanka (Gorlice)
Bielanka (lemkisch Білянка, transkribiert Bilanka) ist ein südpolnisches Dorf mit 191 Einwohnern, das zur Landgemeinde Gorlice im Powiat Gorlicki, Woiwodschaft Kleinpolen gehört. 

## Geographie

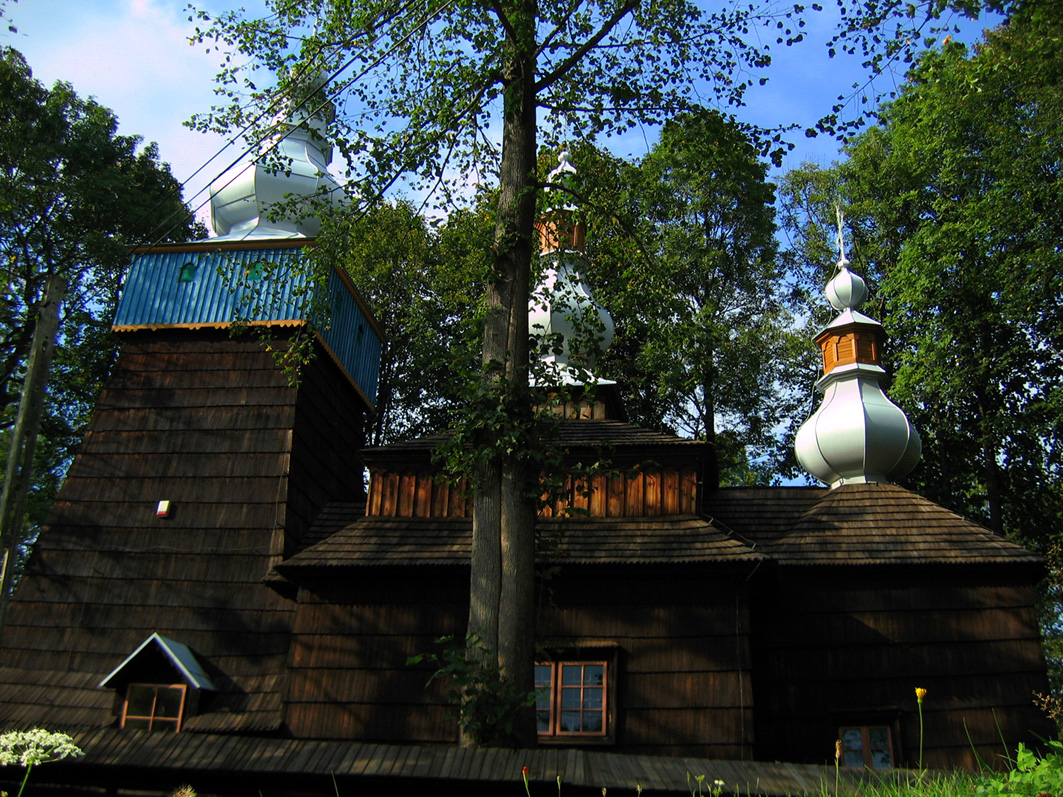
Orthodoxe Kirche von Bielanka

Bielanka liegt 5 km abseits der Landesstraße 28 zwischen Nowy Sącz (Neu Sandez) und Gorlice, gut 7 km südwestlich von Gorlice und 100 km südöstlich von Krakau, dem Hauptort der Woiwodschaft.